# Anton Proksch-Hof

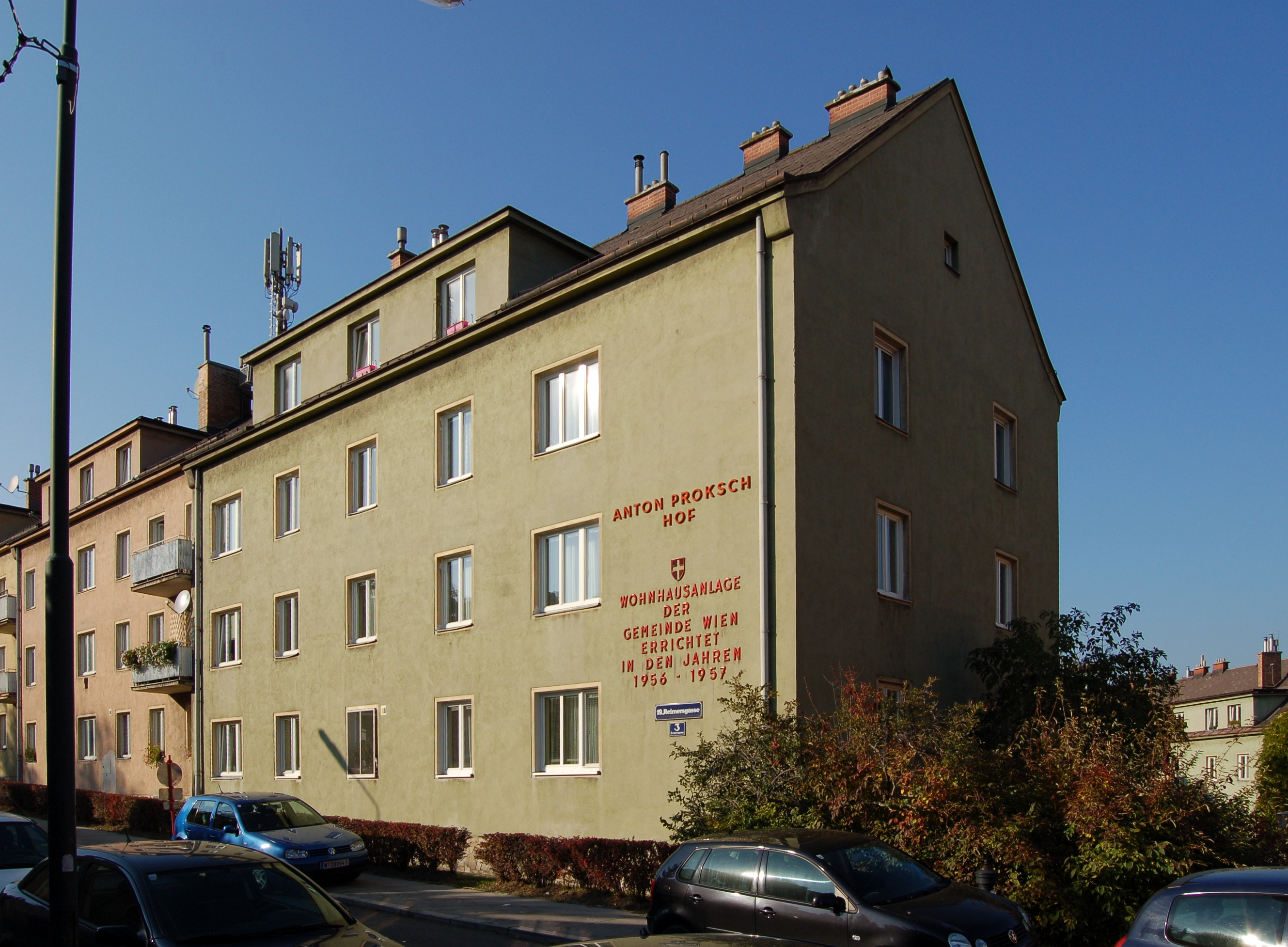
Gebäude Reimersgasse 3 (Stiege 24 und 25)

Der Anton Proksch-Hof ist ein Gemeindebau im 19. Wiener Gemeindebezirk Döbling. Er wurde zwischen 1954 und 1956 errichtet und umfasst 398 Wohnungen. Die Wohnanlage wurde 1982 nach dem Politiker Anton Proksch benannt.

## Lage
Der Anton Proksch-Hof liegt im Osten von Döbling in der Katastralgemeinde Grinzing, wobei der Großteil der Anlage am Nordhang des Hungerbergs angelegt wurde. Die Wohnhausanlage reicht dabei von der Grinzinger Straße im Norden bis zur Haubenbiglstraße im Norden. Teile der 42 Stiegen umfassenden Wohnanlage liegen dabei in den in diesem Gebiet befindlichen Straßenzügen des Neugebauerweges, der Huleschgasse und der Reimersgasse. Die offizielle Adresse der Wohnanlage lautet Grinzinger Straße 54.

## Geschichte und Architektur
Das Gebiet um die heutige Wohnanlage war lange Zeit landwirtschaftlich genutzt. Zwischen 1954 und 1956 erfolgte die Errichtung der Wohnanlage, wobei die Wohngebäude im unteren Teil der Anlage nahe der Grinzinger Straße von einem Team der Architekten Fritz Grunberger, Jakob Unterberger und Anton Valentin geplant wurde. Den südlichen Teil der Anlage schufen die Architekten Norbert Laad, Otto Niedermoser, Hans Petermair und Fritz Reichart.
Die Häuser wurden durch die Architekten parallel oder rechtwinkelig zueinander auf dem Gelände verteilt, wobei die einzelnen Wohngebäude durchwegs über maximal drei Stockwerke verfügen. Die Fassaden der Bauwerke wurden schlicht gehalten, lediglich die Fenster wurden mit Putzfaschen ausgeführt. Nur teilweise liegen die Fenster auch in flachen, erkerartigen Wandvorlagen. Zudem verfügen die Gebäude teilweise über Balkone und Dachaufbauten. Im Gegensatz zu den geschlossenen Bauten der Zwischenkriegszeit wurde die Anlage in einer offenen Form angelegt, die zudem über zahlreiche Frei- und Grünflächen sowie Zubauten für Sozialeinrichtungen verfügt.
Im Jahr 2000 bis 2001 erfolgte die Erneuerung der Fenster und Türen, wobei diese Maßnahme 770.000 Euro kostete.

## Kunstwerke
Der Anton Proksch-Hof wurde mit zahlreichen Kunstwerken ausgestattet, wobei insbesondere Häuserfassaden mit Mosaiken geschmückt wurden, die als Hauszeichen dienen. Die Mosaike „Tempelhupfen“ und „Bub und Schneemann“ wurden 1954 bis 1955 von Roman Haller geschaffen, Mea Bratusch entwarf 1954 die Mosaike „Kinderfreibad“, „Schule“ und „Spielende Kinder“. Ebenfalls aus dem Jahr 1954 stammen die Mosaike „Drachensteigen“ und „Spielende Kinder“ von Marianne Neugebauer, in den Jahren 1954 und 1955 entstanden zudem Mosaike von spielenden Kindern die Luka Bojin bzw. Herbert Schütz entwarfen.
Des Weiteren befindet sich am unteren Ende der Wohnanlage neben dem Gebäude Grinzinger Straße 54 die Kunststeinplastik „Löwenpaar“ von Herbert Schwarz aus dem Jahr 1954, an dem Stiegenaufgang der Hohen Warte wurde zudem eine zwischen 1955 und 1960 entstandene Steinplastik von Erich Pieler aufgestellt, die eine „Mutter und Kind“ zeigt. An Fassaden der Reimersgasse finden sich zudem das keramische Mosaik „Arbeit im Weingarten“ von Hilde Prinz (1955/56) und das Sgraffitobild „Sonne mit Tierkreiszeichen“ von Richard Exler (1955/57). Zudem entwarf Hubert Wilfan keramische Orientierungspläne (1955/59) und Josef Schagerl bzw. Walter Leitner schufen die zwei Spielplastiken „Rutsche“ (1955/56) und „Fuchs“ (1954/55).

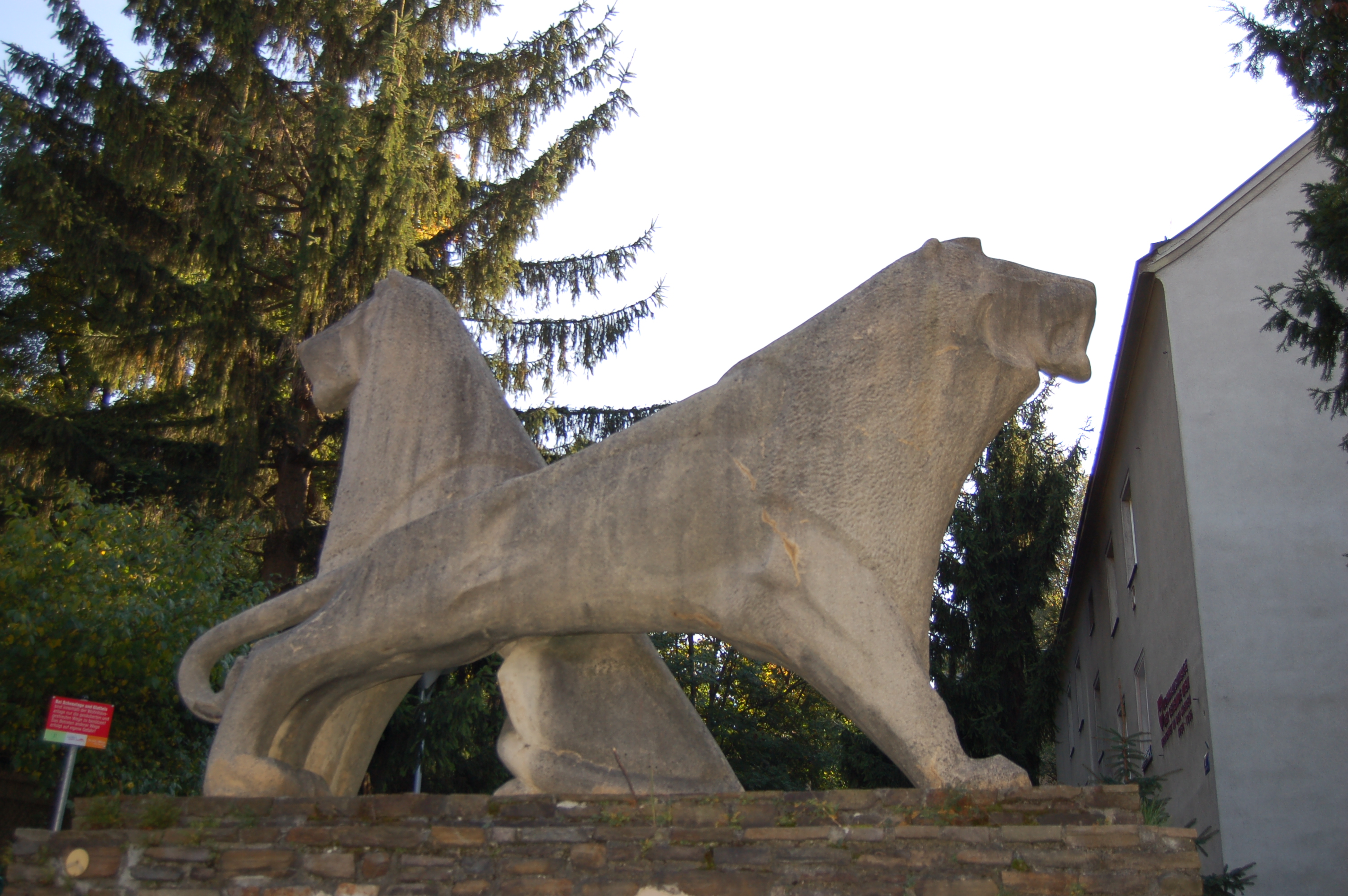
Skulptur „Löwenpaar“
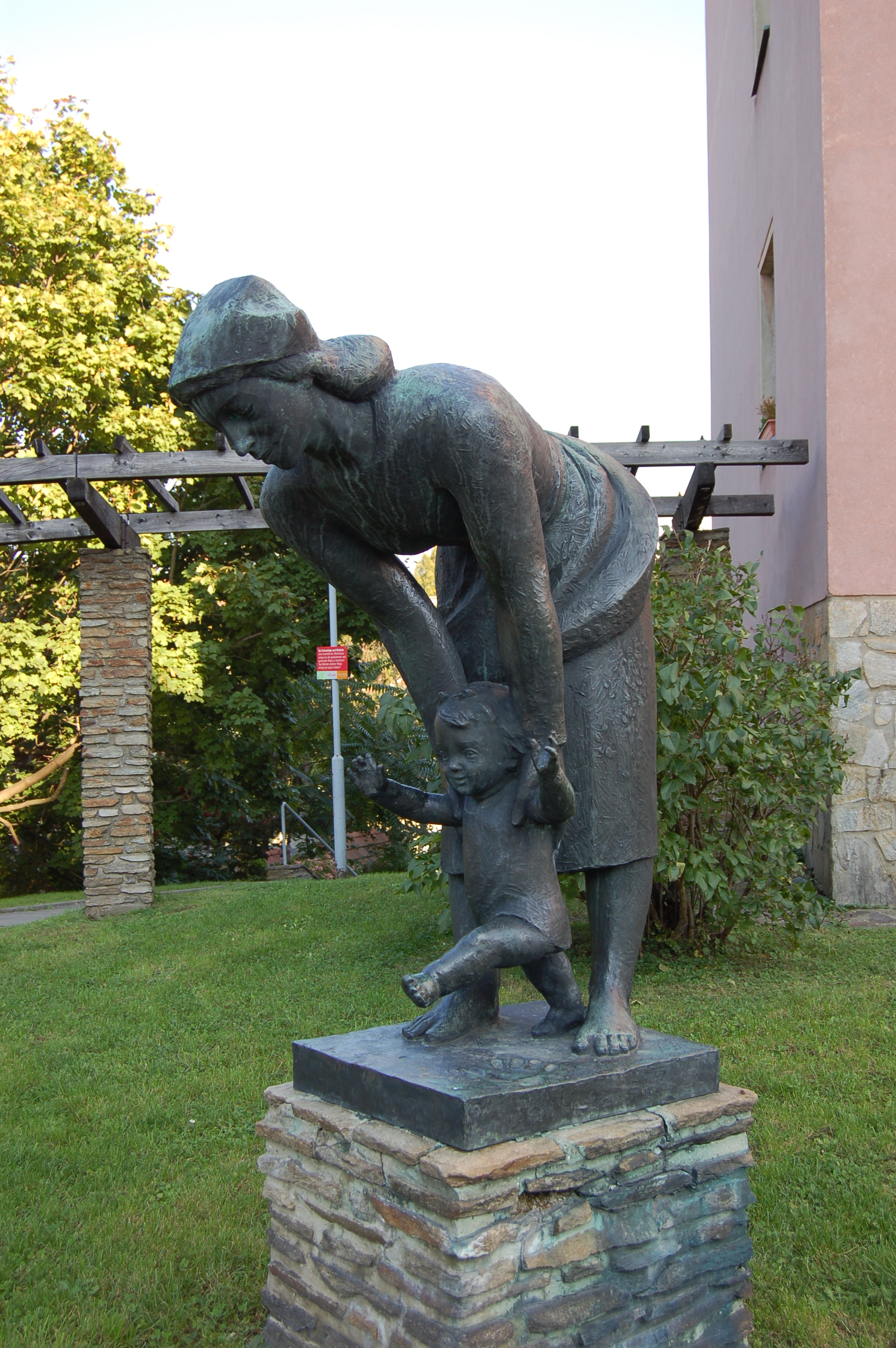
Skulptur „Mutter und Kind“
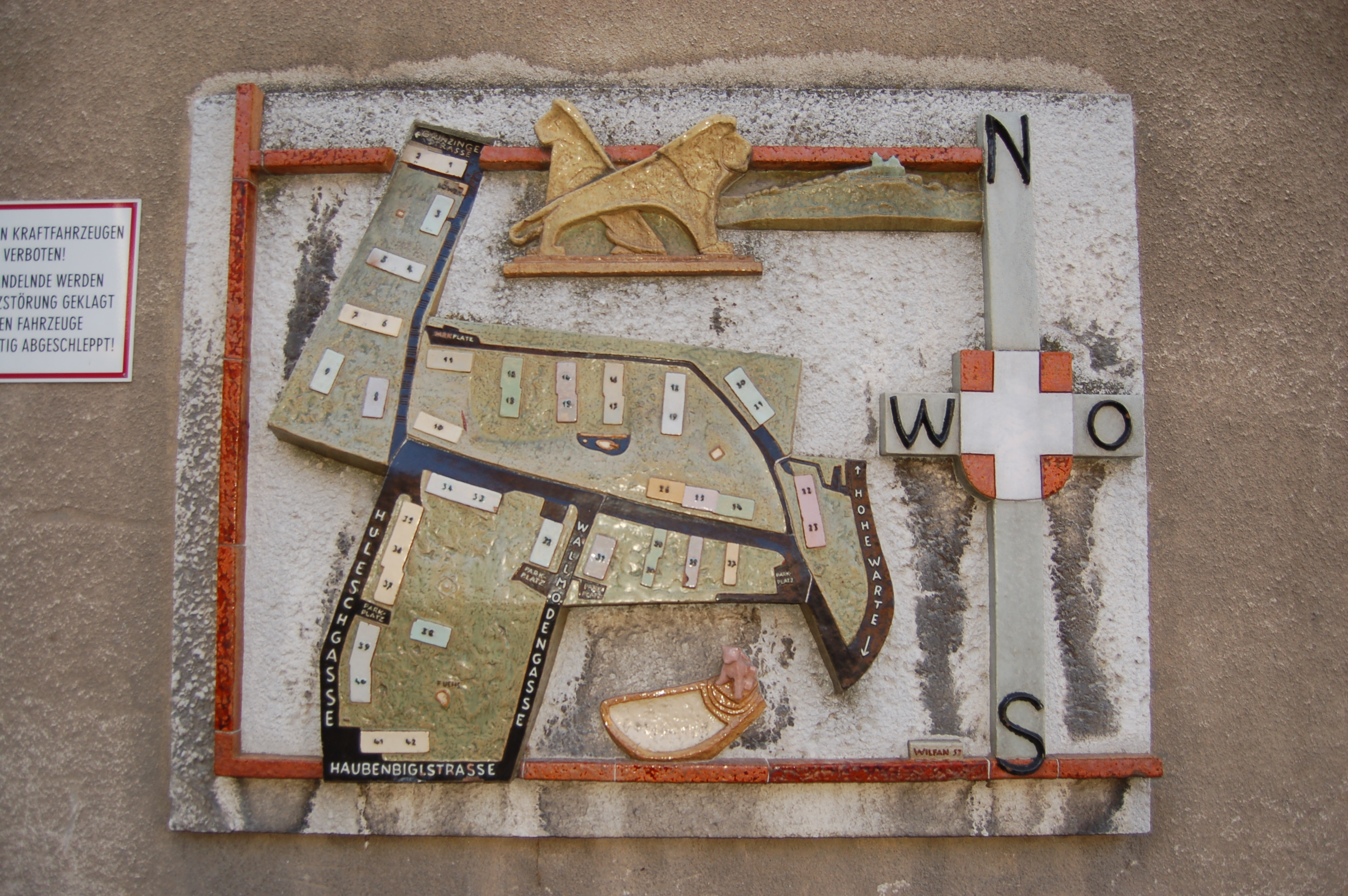
Keramischer Orientierungsplan
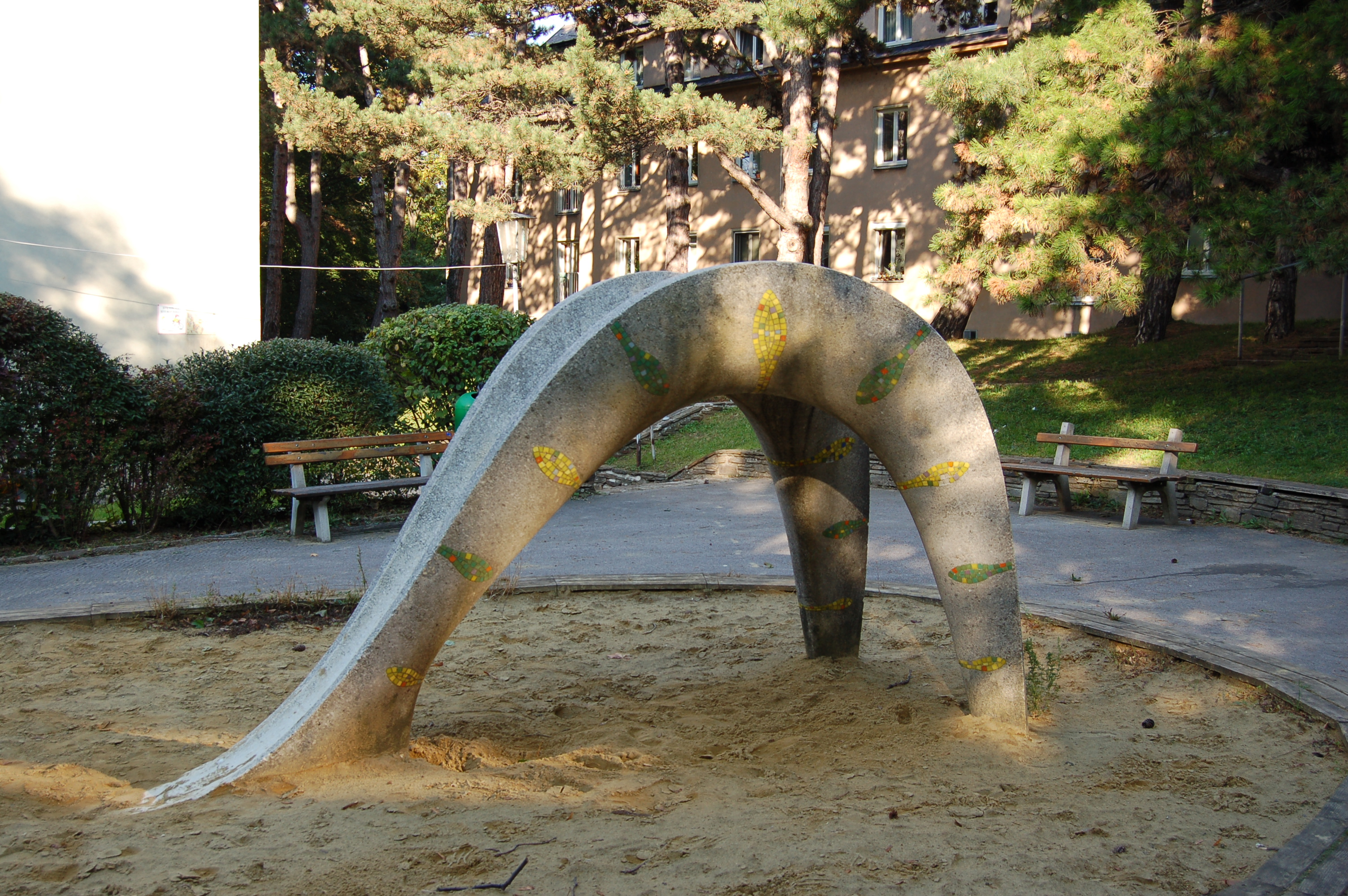
Spielplastik „Rutsche“
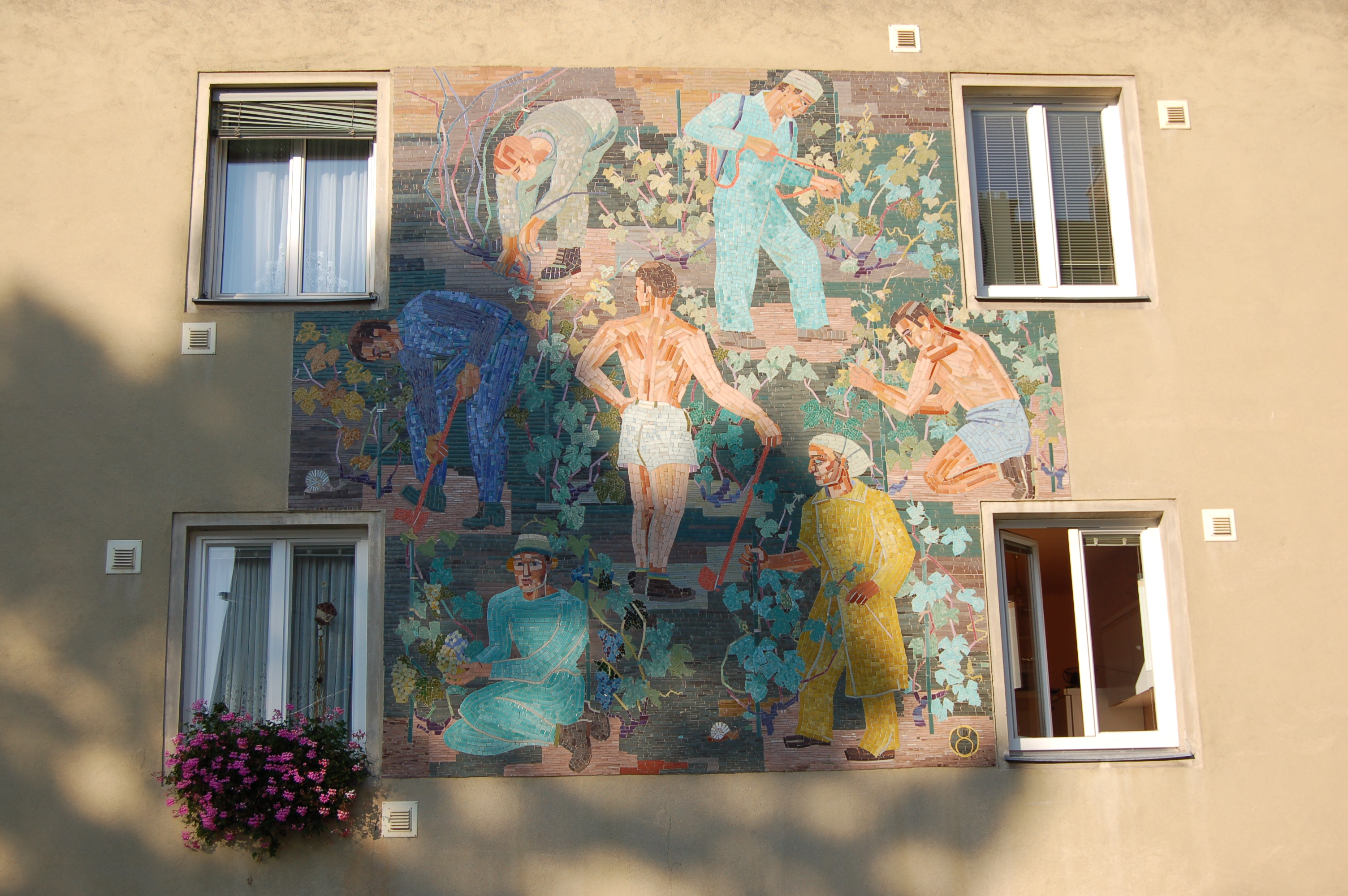
Mosaik „Arbeit im Weingarten“
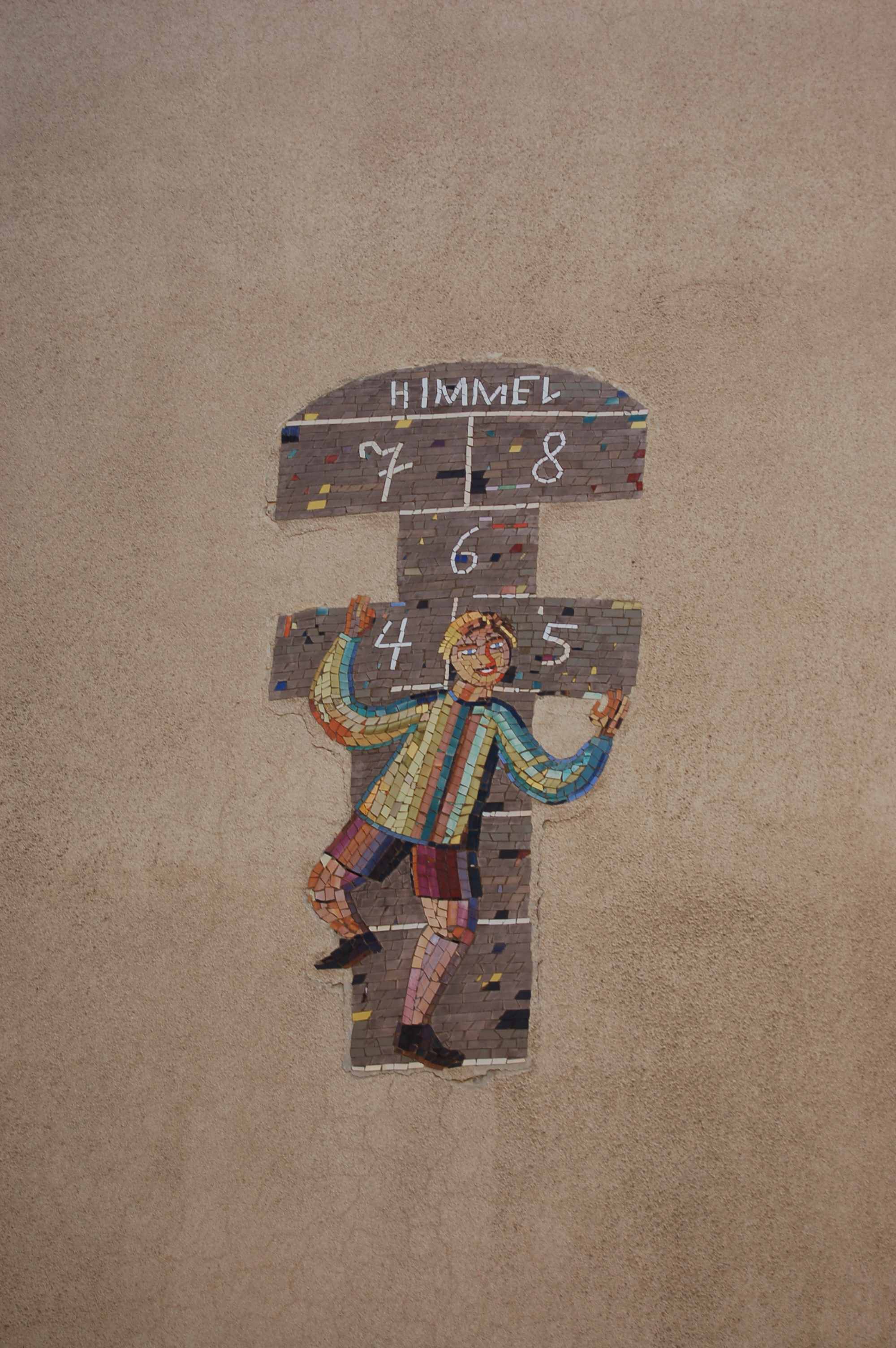
Mosaik „Tempelhupfen“
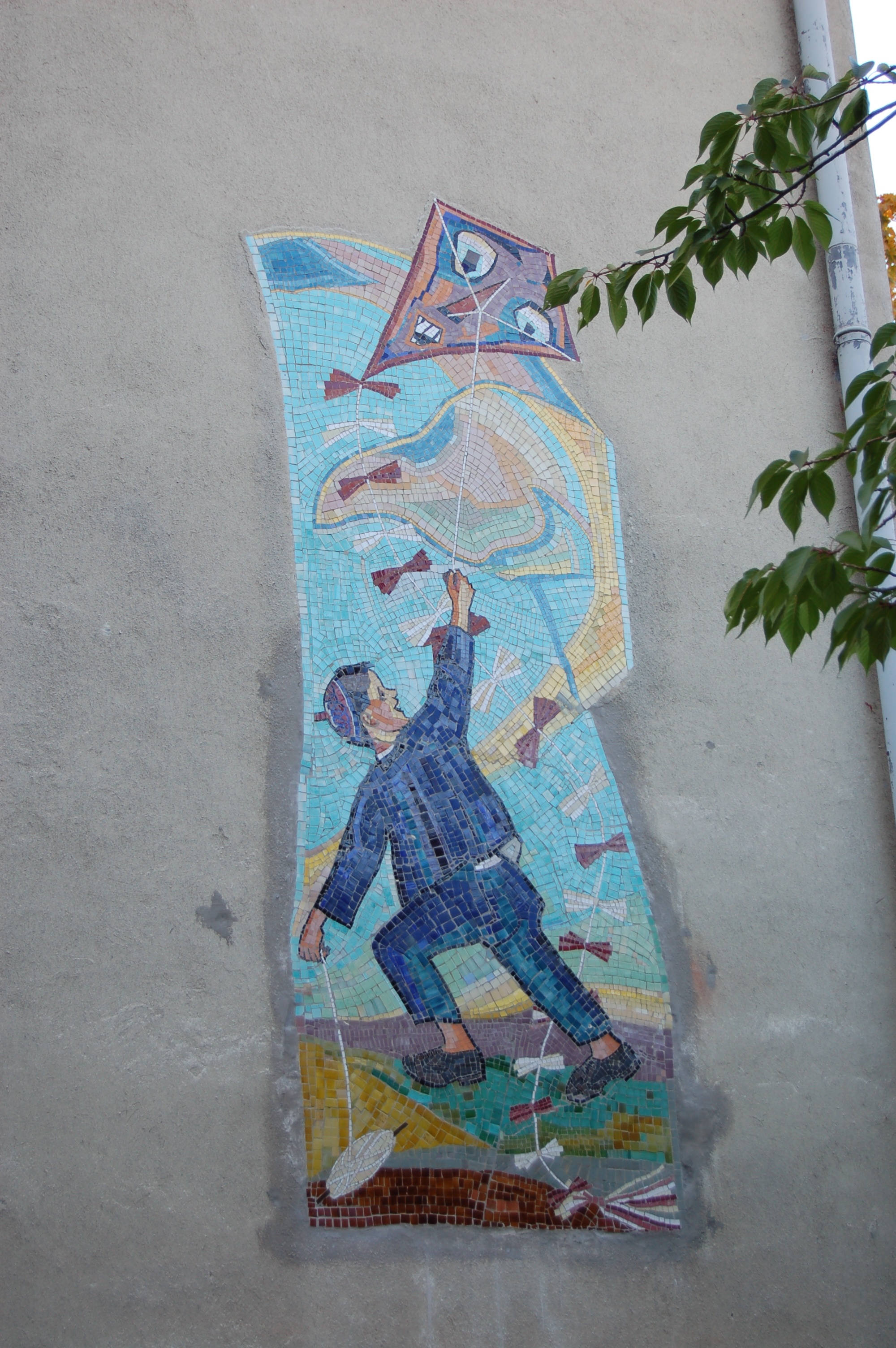
Mosaik „Drachensteigen“